# ما يبقى غير الحب (مسلسل)
ما يبقى غير الحب، مسلسل كويتي، من إخراج محمد السيد عيسى، وتأليف كمال عبد العزيز.

## الممثلون
شارك في المُسلسل عددًا من الفنانين، منهم:
- سعد الفرج بدور «فرج العبد الله».
- حياة الفهد بدور «حصة».
- فايزة كمال بدور «سعاد شاكر».
- إبراهيم الصلال بدور «محبوب».
- جمال الردهان بدور «أحمد».
- فيحان العربيد بدور «صالح».
- فرح علي بدور «إبتسام».
- عبد الناصر الزاير بدور «راشد».
- نور الهدى صبري بدور «أم سعاد».
- رشا مصطفى بدور «فاتن».
- عبد الحميد الرفاعي.
- فتحي القطان.
- يوسف درويش.

## وصلات خارجية
- مسلسل ما يبقى غير الحب على قاعدة بيانات الأفلام العربية.